# Falun
Falun – miasto w środkowej Szwecji w regionie Dalarna, siedziba gminy Falun. Liczy 36 447 mieszkańców.
Strefa górnicza Wielkiej Góry Rudy Miedzianej w Falun znajduje się na liście światowego dziedzictwa UNESCO. W centrum miasta znajduje się stacja kolejowa. W mieście rozwinął się przemysł maszynowy oraz chemiczny.

## Sport
W mieście znajduje się skocznia narciarska o nazwie Lugnet, na której kiedyś rozgrywane były zawody Pucharu Świata w skokach narciarskich. W okolicy skoczni i stadionu Lugnet znajdują się liczne narciarskie trasy biegowe. Od 1947 roku organizowane są tu zawody Svenska Skidspelen (wzorowane na zawodach w norweskim Holmenkollen), a od 2009 roku regularnie odbywa się tu  Puchar Świata w biegach narciarskich.  Miasto pięciokrotnie było organizatorem mistrzostw świata w narciarstwie klasycznym: w latach 1954, 1974, 1980 (nieoficjalne), 1993 oraz 2015. Miasto było kandydatem do organizacji zimowych igrzysk olimpijskich w 1988 oraz 1992 roku.

## Osoby związane z Falun
- Sabaton – grupa muzyczna wykonująca power metal, skupiająca się głównie na tematyce II wojny światowej, nagrała także trzy piosenki o polskich żołnierzach
- Andreas Aren – skoczek narciarski
- Mattias Ekström – kierowca wyścigowy i rajdowy
- Selma Lagerlöf – pisarka, laureatka Nagrody Nobla
- Lina Leandersson – aktorka filmowa (Pozwól mi wejść)

## Miasta partnerskie
- Hamina
- Røros
- Vordingborg
- Grudziądz
- Gütersloh